# Stokastisk process

Brownsk rörelse är en stokastisk process

En stokastisk process är den matematiska beskrivningen av en tidsordnad slumpprocess. Teorin för stokastiska processer har inneburit en betydande utvidgning av sannolikhetsteorin och är grunden för den stokastiska analysen.
Processer som kan beskrivas av en stokastisk process är exempelvis antalet bilar som passerar en viss punkt på motorvägen, antalet kunder i en affär vid en viss tidpunkt, och tillförlitligheten av ett system som består av komponenter. 

## Definition
Givet
- ett sannolikhetsrum {\displaystyle (\Omega ,{\mathcal {F}},\mathbb {P} )},
- en fullständigt ordnad parameter- eller indexmängd {\displaystyle (T,\leq )} som kallas för tid, och
- ett mätbart tillståndsrum {\displaystyle (S,\Sigma )}

så är en stokastisk process en funktion {\displaystyle X:\Omega \times T\longrightarrow S} vilken är {\displaystyle {\mathcal {F}}}-mätbar för varje {\displaystyle t\in T.}
Vanligtvis utelämnas beroendet av {\displaystyle \omega \in \Omega } och man skriver {\displaystyle X=\{X_{t}\}_{t\in T}} för att beteckna den stokastiska processen. Vid användandet av den här beteckningen förstår man varför den stokastiska processen även definieras som en familj av stokastiska variabler.
Parametermängden {\displaystyle T} kallas även indexmängd, eftersom det för varje {\displaystyle t\in T} finns en stokastisk variabel. Beroende på om parametermängden är diskret eller kontinuerlig kommer den stokastiska processen kallas för detsamma. Enligt konvention så är parametermängden alltid oändlig.
För ett visst utfall {\displaystyle \omega _{0}\in \Omega } så är {\displaystyle X\left(\omega _{0},t\right)} en funktion som antar värden i {\displaystyle S} och den betraktas som realisering av den stokastiska processen.

## Naturlig filtrering
En filtrering över ett sannolikhetsrum {\displaystyle (\Omega ,{\mathcal {F}},\mathbb {P} )} är en ordnad familj σ-algebror {\displaystyle ({\mathcal {F}}_{t})_{t\in T},} {\displaystyle {\mathcal {F}}_{t}\subseteq {\mathcal {F}};}  där {\displaystyle {\mathcal {F}}_{\tau }\subseteq {\mathcal {F}}_{t},} d.ä. {\displaystyle {\mathcal {F}}_{\tau }} är grövre än {\displaystyle {\mathcal {F}}_{t},} närhelst {\displaystyle \tau \leq t.} 
En stokastisk process naturliga filtrering är den familj σ-algebror som är tillbakadragna genom urbilderna under processen X av de där σ-algebror som är genererade av cylindermängderna;  d.v.s. den naturliga filtrering är {\displaystyle {\mathcal {F}}_{\bullet }^{X}=({\mathcal {F}}_{t}^{X})_{t\in T},} där
{\displaystyle {\mathcal {F}}_{t}^{X}=X^{*}{\mathcal {C}}yl((X_{\tau })|_{\tau \leq t})}
Den naturliga filtreringen blir finare och finare som tiden t ökas, därför att fler och fler händelser blir utskiljbara—eller mätbara—under denna filtrering precis som processen utvecklas med tid.

## Exempel
Exempel på stokastiska processer:
- Markovprocess
- Poissonprocessen
- Weinerprocessen
- Lévyprocessen
- Genetisk drift

## Egenskaper
Sannolikhetsfördelningen för en reellvärd stokastisk variabel är ett
sannolikhetsmått {\displaystyle \mu _{t}} på Borel sigma-algebran på mängden av de reella talen
{\displaystyle \mathbb {R} }: 
{\displaystyle \mu _{t}(A)=P(X_{t}\in A),\qquad A\in {\mathcal {B}}(\mathbb {R} ).}
De ändligt-dimensionella fördelningarna för en reellvärd stokastisk process är mängden {\displaystyle \{\mu _{(t_{1},\dots ,t_{n})}\}_{t_{1},\dots ,t_{n}\in T,n\geq 1}}
av alla tänkbara flerdimensionella sannolikhetsfördelningar associerade med den stokastiska processen:
{\displaystyle \mu _{(t_{1},\dots ,t_{n})}(A_{1},\dots ,A_{n})=P(\{X_{t_{1}}\in A_{1}\}\cap \cdots \cap \{X_{t_{n}}\in A_{n}\}),}
där index {\displaystyle t_{1},\dots ,t_{n}\in T} och mängderna
{\displaystyle A_{1},\dots ,A_{n}\in {\mathcal {B}}(\mathbb {R} ),} för varje val av heltalet {\displaystyle n\geq 1.}
Associerade med en stokastisk process är dess väntevärdesfunktion
{\displaystyle m:T\longrightarrow \mathbb {R} }
och dess kovariansfunktion 
{\displaystyle c:T\times T\longrightarrow \mathbb {R} .}
Dessa är definierade av följande integraler med avseende på sannolikhetsmåttet {\displaystyle P}.
{\displaystyle m(t)=E[X_{t}]=\int _{\Omega }X_{t}(\omega )\,dP(\omega )}
och
{\displaystyle c(s,t)=E[X_{s}X_{t}]-E[X_{s}]E[X_{t}]},
där väntevärdet {\displaystyle E[X_{s}X_{t}]} beräknas på produktrummet {\displaystyle (\Omega \times \Omega ,{\mathcal {F}}\times {\mathcal {F}},P\times P):}
{\displaystyle E[X_{s}X_{t}]=\int _{\Omega \times \Omega }X_{s}(\omega )X_{t}(\eta )\,d(P\times P)(\omega ,\eta ).}
Om det råkar vara så att de ändligt-dimensionella fördelningarna för den stokastiska processen X är absolutkontinuerliga med avseende på Lebesgue-måttet, så kan ovanstående väntevärden skrivas som
{\displaystyle E[X_{t}]=\int _{-\infty }^{\infty }xf_{X_{t}}(x)\,dx}
och
{\displaystyle E[X_{s}X_{t}]=\int _{-\infty }^{\infty }\int _{-\infty }^{\infty }xyf_{(X_{s},X_{t})}(x,y)\,dx\,dy,}
där funktionen {\displaystyle f_{X_{t}}:\mathbb {R} \longrightarrow \mathbb {R} } är Radon-Nikodym derivatan av sannolikhetsfördelningen för den stokastiska variabeln {\displaystyle X_{t}} med avseende på Lebesgue-måttet på {\displaystyle \mathbb {R} }
{\displaystyle f_{X_{t}}={\frac {d\mu _{t}}{dx}}.}
Denna derivata kallas inom sannolikhetsteori och statistik för den stokastiska variabelns täthetsfunktion. På motsvarande sätt är funktionen {\displaystyle f_{X_{s},X_{t}}:\mathbb {R} \times \mathbb {R} \longrightarrow \mathbb {R} } Radon-Nikodym derivatan
{\displaystyle f_{X_{s},X_{t}}={\frac {\mu _{s,t}}{dxdy}}}
av sannolikhetsfördelningen för den två-dimensionella stokastiska variabeln {\displaystyle (X_{s},X_{t})} med avseende på Lebesgue-måttet i planet {\displaystyle \mathbb {R} ^{2}.}
Stokastiska processer är vanligt förekommande inom såväl teknik som ekonomisk och finansiell teori. 